# London Grand Prix
Die Müller Anniversary Games (früher Norwich Union London Grand Prix als auch Aviva London Grand Prix) ist ein jährlich stattfindendes Leichtathletik-Meeting. 2014 wurde es zur Vorbereitung auf die in diesem Jahr in Schottland stattfindenden Commonwealth Games im Hampden Park in Glasgow in Schottland abgehalten. 2013 war es zugunsten seines runden Geburtstages im London Stadium, dem Olympiastadion von 2012, veranstaltet worden. Die Jahre zuvor fand es im Crystal Palace statt. Es ist 2015 wieder in das Olympiastadion zurückgekehrt. Das Meeting wurde bis Januar von dem britischen Lebensversicherungsunternehmen Aviva gesponsert und bis 2018 von der britischen Firma Sainsburys gesponsert. Heute ist der Milchprodukthersteller Müller Sponsor der Veranstaltung. Es ist das bedeutendste britische Leichtathletik-Meeting und zählt heute zu den Diamond-League-Meetings. Vor der Gründung der Diamond League war es Bestandteil des IAAF Super Grand Prix. Zu den Wettbewerben zählt auch die prestigereiche Emsley Carr Mile, die seit 1953 über eine Meile ausgetragen wird.

## Geschichte
Das Emsley Carr Mile, immer noch einer der wichtigsten Wettbewerbe des London Grand Prix, wurde erstmals 1953 im White City Stadium ausgetragen. Emsley Carr, ein Leichtathletik-Fan und der Redakteur des Magazins News of the World, kreierte das Rennen, in der Hoffnung, dass die erste unter-4-Minuten-Meile auf britischem Boden passieren würde. Gordon Pirie gewann das Rennen 1953, erreichte das angestrebte Ziel jedoch nicht, während Roger Bannister die erhoffte Zeit in Oxford bei einem parallel stattfindenden Rennen erreichte. Seit dieser Zeit darf jeder Gewinner des Rennens seinen Namen in ein Buch, dessen roter Ledereinband identisch ist mit dem der Bibel, die bei der Krönung Königin Elisabeths II. verwendet wurde, eintragen. Die erste unter-4-Minuten-Meile beim Emsley-Carr-Rennen wurde von Derek Ibbotsen im Jahre 1956 erreicht, und viele der besten Mittelstreckenläufer haben das Rennen seitdem gewonnen, unter anderem Sebastian Coe, Steve Ovett und Hicham El Guerrouj.
Am 24. Januar 2013 wurde angekündigt, dass der Wettbewerb 2013 anlässlich des runden Geburtstages im London Stadium anstatt des Crystal Palace veranstaltet werden würde. Die London Legacy Development Corporation wollte im Sommer nach den Olympischen Sommerspielen 2012 ein weiteres Leichtathletik-Event in dem Stadion abhalten. Nach dem Wettbewerb 2013 wurde eine Rückkehr in den Crystal Palace ausgeschlossen, da es nach Ansicht der Verwaltung einen Rückschritt bedeutet hätte. Hampden Park, in dem die Commonwealth Games stattfinden würden, wurde als Veranstaltungsort ausgewählt, bevor das Meeting 2015 durch eine Pause während der Bauphase des Olympiastadions wieder nach London zurückkehren sollte. Als neuer Hauptsponsor wurde im Januar 2014 für vier Jahre Sainsburys angekündigt. Im Februar 2014 wurde der Wettbewerb für das Jahr in Glasgow als Glasgow Grand Prix angekündigt. Ein anderes, Nicht-Diamond-League-Leichtathletik-Meeting wurde zur gleichen Zeit wie die 2014 Sainsbury’s Anniversary Games als ein im Street Athletics ausgetragenes Leichtathletik-Meeting in London angekündigt.
2020 fiel die Veranstaltung aufgrund der COVID-19-Pandemie aus. 2023 ist das Meeting nach vier Jahren Unterbrechung wieder im London Stadium geplant.

## Name
| Jahre                      | Name                      |
| -------------------------- | ------------------------- |
| 1953–1979                  | International Games       |
| 1980–1991                  | British Games             |
| 1992, 1994–1998, 2002–2012 | London Grand Prix         |
| 1993                       | IAAF Grand Prix Final     |
| 1999–2001, 2021            | British Grand Prix        |
| 2013, 2015, 2016–2019      | Anniversary Games         |
| 2014                       | Glasgow Grand Prix        |
| 2022                       | Birmingham Diamond League |
| 2023                       | London Diamond League     |

## Austragungsorte
| Stadion                               | Ort                    | Jahre                 |
| ------------------------------------- | ---------------------- | --------------------- |
| Crystal Palace National Sports Centre | Crystal Palace, London | 1953–2012             |
| London Stadium                        | Stratford, London      | 2013, 2015–2019, 2023 |
| Hampden Park                          | Glasgow                | 2014                  |
| Gateshead International Stadium       | Gateshead              | 2021                  |
| Alexander Stadium                     | Birmingham             | 2022                  |

## Wettkampfbestleistungen

### Männer
| Art               | Rekord             | Athlet                                                              | Herkunft               | Datum           | Nachweise |
| ----------------- | ------------------ | ------------------------------------------------------------------- | ---------------------- | --------------- | --------- |
| 100 m             | 9,78 (−0,4 m/s)    | Tyson Gay                                                           | Vereinigte Staaten     | 13. August 2010 |           |
| 200 m             | 19,47 (+1,6 m/s)   | Noah Lyles                                                          | Vereinigte Staaten     | 23. Juli 2023   |           |
| 400 m             | 43,98              | Michael Johnson                                                     | Vereinigte Staaten     | 10. Juli 1992   |           |
| 800 m             | 1:42,05            | Emmanuel Korir                                                      | Kenia                  | 22. Juli 2018   |           |
| 1 Meile           | 3:45,96            | Hicham El Guerrouj                                                  | Marokko                | 5. August 2000  |           |
| 3000 m            | 7:29,70            | Haile Gebrselassie                                                  | Äthiopien              | 7. August 1999  |           |
| 110 m Hürden      | 12,93 (+0,6 m/s)   | Aries Merritt                                                       | Vereinigte Staaten     | 13. Juli 2012   | [ 9 ]     |
| 400 m Hürden      | 47,12              | Karsten Warholm                                                     | Norwegen               | 20. Juli 2019   |           |
| 3000 m Hindernis  | 8:06,86            | Brimin Kiprop Kipruto                                               | Kenia                  | 27. Juli 2013   | [ 10 ]    |
| 4 × 100 m Staffel | 37,60              | Chinjidu Ujah Zharnel Hughes Richard Kilty Nethaneel Mitchell-Blake | Vereinigtes Königreich | 21. Juli 2019   |           |
| Hochsprung        | 2,41 m             | Javier Sotomayor                                                    | Kuba                   | 15. Juli 1994   |           |
| Stabhochsprung    | 6,03 m             | Renaud Lavillenie                                                   | Frankreich             | 25. Juli 2015   | [ 11 ]    |
| Weitsprung        | 8,58 m (+0,2 m/s)  | Luvo Manyonga                                                       | Südafrika              | 22. Juli 2018   |           |
| Dreisprung        | 17,78 m (+0,6 m/s) | Christian Taylor                                                    | Vereinigte Staaten     | 22. Juli 2016   | [ 12 ]    |
| Kugelstoßen       | 23,07 m            | Ryan Crouser                                                        | Vereinigte Staaten     | 23. Juli 2023   |           |
| Diskuswurf        | 68,56 m            | Daniel Ståhl                                                        | Schweden               | 21. Juli 2019   |           |
| Speerwurf         | 90,81 m            | Steve Backley                                                       | Vereinigtes Königreich | 22. Juli 2001   |           |

### Frauen
| Art               | Rekord             | Athletin                                                                 | Herkunft               | Datum          | Nachweise |
| ----------------- | ------------------ | ------------------------------------------------------------------------ | ---------------------- | -------------- | --------- |
| 100 m             | 10,77 (+0,7 m/s)   | Shelly-Ann Fraser-Pryce                                                  | Jamaika                | 27. Juli 2013  | [ 13 ]    |
| 200 m             | 22,10 (−0,3 m/s)   | Elaine Thompson                                                          | Jamaika                | 25. Juli 2015  | [ 14 ]    |
| 400 m             | 49,05              | Sanya Richards-Ross                                                      | Vereinigte Staaten     | 28. Juli 2006  |           |
| 800 m             | 1:57,30            | Jemma Reekie                                                             | Vereinigtes Königreich | 23. Juli 2023  |           |
| 1500 m            | 3:57,49            | Laura Muir                                                               | Vereinigtes Königreich | 22. Juli 2016  | [ 15 ]    |
| 3000 m            | 8:21,64            | Sonia O’Sullivan                                                         | Irland                 | 15. Juli 1994  |           |
| 5000 m            | 14:12,29           | Gudaf Tsegay                                                             | Äthiopien              | 23. Juli 2023  |           |
| 100 m Hürden      | 12,20 (+0,3 m/s)   | Kendra Harrison                                                          | Vereinigte Staaten     | 22. Juli 2016  | [ 16 ]    |
| 400 m Hürden      | 51,45 DLR          | Femke Bol                                                                | Niederlande            | 23. Juli 2023  |           |
| 3000 m Hindernis  | 8:57,35            | Jackline Chepkoech                                                       | Kenia                  | 23. Juli 2023  |           |
| 4 × 100 m Staffel | 42.39              | USA Team 1 Lauryn Williams Allyson Felix Marshevet Myers Carmelita Jeter | Vereinigte Staaten     | 24. Juli 2009  | [ 17 ]    |
| Hochsprung        | 2,05 m             | Kajsa Bergqvist                                                          | Schweden               | 28. Juli 2006  |           |
| Stabhochsprung    | 5,00 m             | Yelena Isinbayeva                                                        | Russland               | 22. Juli 2005  |           |
| Weitsprung        | 7,02 m (−0,5 m/s)  | Malaika Mihambo                                                          | Deutschland            | 21. Juli 2019  |           |
| Dreisprung        | 15,27 m (+1,2 m/s) | Yamilé Aldama                                                            | Sudan                  | 8. August 2003 |           |
| Kugelstoßen       | 20,90 m            | Valerie Adams                                                            | Neuseeland             | 27. Juli 2013  | [ 18 ]    |
| Diskuswurf        | 69,94 m            | Sandra Perković                                                          | Kroatien               | 23. Juli 2016  | [ 19 ]    |
| Speerwurf         | 66,74 m            | Christina Obergföll                                                      | Deutschland            | 5. August 2011 | [ 20 ]    |